# Ezequiel Lavezzi
Ezequiel Iván Lavezzi (* 3. května 1985 Villa Gobernador Gálvez, Santa Fe) je bývalý argentinský fotbalový útočník a reprezentant.

## Klubová kariéra
Lavezzi se také nádherně trefil do „šibenice“ v prvním utkání čtvrtfinále Ligy mistrů 2013/14 proti Chelsea FC 2. dubna 2014, čímž přispěl k výhře PSG 3:1. V odvetném utkání však jeho tým prohrál 0:2 a byl vyřazen.

## Reprezentační kariéra
Byl členem argentinského olympijského výběru do 23 let, který na LOH 2008 v Číně získal zlato po výhře 1:0 nad Nigérií.
V A-mužstvu Argentiny debutoval 18. dubna 2007 proti Chile.
Trenér Alejandro Sabella jej vzal na Mistrovství světa 2014 v Brazílii. Ve finále s Německem Argentina prohrála 0:1 v prodloužení a získala stříbrné medaile.

## Úspěchy

### Klubové
San Lorenzo
- Argentine Primera División: 2007

SSC Neapol
- Coppa Italia: 2011/12

Paris Saint-Germain
- Ligue 1: 2012/13, 2013/14
- Coupe de la Ligue: 2013/14, 2014/15
- Trophée des champions: 2013

### Reprezentační
Argentina
- Letní olympijské hry 2008: 1. místo
- Mistrovství světa 2014: 2. místo